# Hooray for Boobies
Hooray for Boobies ist das dritte Studioalbum der US-amerikanischen Rockband Bloodhound Gang aus dem Jahr 1999.

## Entstehung und Veröffentlichung
Nach ihrem internationalen Durchbruch im Jahre 1996 mit dem Album One Fierce Beer Coaster ließ sich die Band zunächst Zeit, um ein neues Album aufzunehmen. Die Aufnahmen im Studio fingen Ende 1998 an. Während der Studioaufnahmen verließ Schlagzeuger Spanky G die Band, als Nachfolger wurde in einem Casting Willie the New Guy gefunden. Bei Yummy Down on This saß Darrin Pfeiffer von Goldfinger am Schlagzeug.
Die Erstveröffentlichung von Hooray for Boobies erfolgte am 30. September 1999 bei Geffen Records. Das Album erschien in seiner Originalausführung als CD mit 18 Titeln (Katalognummer: 490 457-2). In einigen Läden wurde ab März 2000 eine entschärfte Version verkauft. Diese enthielt ein anderes Cover und trug den Namen Hooray.

## Artwork
Auf dem Cover sind DJ Q-Ball, Jimmy Pop, Lüpüs Thünder, Spanky G und Jared Hasselhoff zu sehen, alle tragen ein weißes Oberteil und ein weißes Partyhütchen auf dem Kopf. Passend zu dem Albumtitel sind Frauen mit freiem Oberkörper zu sehen, die Brustwarzen sind jedoch bedeckt. Zudem ist das Euter einer Kuh erkennbar, darüber hinaus zwei Affen und drei Kunstgemälde, auf zwei davon sind ebenfalls Frauen mit freiem Oberkörper zu sehen. Abgebildet ist weiterhin eine Skulptur einer Frau, ein weiteres Bild zeigt zwei Törtchen, die den Brüsten einer Frau ähneln. Ein weiteres Bild zeigt die Brust der Frau anatomisch.

## Titelliste
| #   | Titel                                                     | Beschreibung | Länge |
| --- | --------------------------------------------------------- | --- | ----- |
| 1.  | I Hope You Die                                            | I Hope You Die ist der erste Song des Albums. Stilistisch gesehen ist er einer der rockigsten Songs des Albums. Im Text wünscht sich Jimmy Pop, dass eine nicht näher beschriebene Person einen grausamen Tod stirbt. | 3:39  |
| 2.  | The Inevitable Return of the Great White Dope             | Im Intro hört man eine Lehrerin das Alphabet aufsagen. Als sie bei D is for drums ankommt, steigt das Schlagzeug ein, kurz darauf folgen die Turntables. Stilistisch ist der Song im Rap/Hip-Hop angesiedelt, der Text behandelt die Vergangenheit von Jimmy Pop. Der Song ist Teil des Soundtracks zum Film Scary Movie. | 4:02  |
| 3.  | Mama’s Boy                                                | Mama’s Boy ist der erste von fünf Skits auf dem Album und dient als Überleitung zum nächsten Song. Man hört darin, wie Jimmy Pop seine Mutter anruft und fragt, was sich auf Vagina reimt. | 0:34  |
| 4.  | Three Point One Four                                      | Dieser Song sollte eigentlich Vagina heißen, da jedoch eine Zensur drohte, wurde der Name umgeändert. Three Point One Four (dt. 3,14) steht für die Kreiszahl Pi, was in der englischen Sprache ähnlich wie Pie (Slang für Vagina) anhört. Im Text erzählt das lyrische Ich, dass es eine neue Vagina sucht und wie schwer es ist ein Wort zu finden, dass sich auf „Vagina“ reimt.                                                                            | 3:55  |
| 5.  | Mope                                                      | Mope ist ein Mix aus den berühmten Songs Rock Me Amadeus (Falco), Relax (Frankie Goes to Hollywood), dem Pac-Man-Theme und For Whom The Bell Tolls von Metallica. Dazu kommen eigene Teile der Band, in denen es um seltsame Hobbys geht. | 4:36  |
| 6.  | Yummy Down on This                                        | Ist stilistisch eher wieder dem Rap und dem Hip-Hop einzuordnen. Im Text des Songs geht es nahezu ausschließlich um Blowjobs. | 3:48  |
| 7.  | The Ballad of Chasey Lain                                 | Stilistisch ist The Ballad of Chasey Lain wieder im Bereich der Rockmusik. Der Text ist ein offener Brief und Hommage von Jimmy Pop an die Pornodarstellerin Chasey Lain. Pop war schon seit längerer Zeit Fan von Lain und schreibt im Text, wie er sich vorstellt, dass sie bei einem Treffen mit seinen Eltern ihre Brüste zeigt. | 2:21  |
| 8.  | R.S.V.P.                                                  | Auf R.S.V.P., dem zweiten von fünf Skits, hört man wie Chasey Lain einen Text für einen Porno vorlesen soll, den die Band selber geschrieben hat. | 0:15  |
| 9.  | Magna Cum Nada                                            | Bei diesem Song geht es darum, dass Pop weniger leisten will, als von ihm erwartet wird. Stilistisch gehört der Song zum Crossover. | 4:00  |
| 10. | The Bad Touch                                             | The Bad Touch gilt als erfolgreichste Single der Band. Sie erreichte in Deutschland Platz 1 der Singlecharts und erreichte in Deutschland und der Schweiz Gold-Status. Im Text geht es unter anderem darum, Sex wie die Tiere auf dem Discovery Channel zu haben. | 4:20  |
| 11. | That Cough Came With A Prize                              | That Cough Came With A Prize ist der dritte von fünf Skits auf dem Album. Man hört für 15 Sekunden wie Jimmy Pop hustet. | 0:14  |
| 12. | Take the Long Way Home                                    | Der Text von Take the Long Way Home handelt davon wie langweilig das Leben ist. Stilistisch gehört das Lied zum Crossover. | 3:07  |
| 13. | Hell Yeah                                                 | Auf diesem Song beschreibt Jimmy Pop, was er machen würde, wenn er Gott wäre. Der Song ist im Alternative-Rock gehalten, begleitet wird er allerdings von Turntables. | 5:02  |
| 14. | Right Turn Clyde                                          | Auf den ersten Versionen des Albums war dieser Song nicht enthalten, da sich die Band in einem Rechtsstreit mit Pink Floyd befand. Im Refrain von Right Turn Clyde existiert die Textzeile „All in all you’re just another dick with no balls“, was eine Anspielung auf Pink Floyds Song Another Brick in the Wall ist. Am Ende durfte der Song aber für das Album verwendet werden. Zum Schluss des Liedes setzt ein Chor ein, der den Titel des Songs singt. | 5:24  |
| 15. | This Is Stupid                                            | Der Chor, der zuvor bei Right Turn Clyde zu hören war, singt in diesem Skit einen Text ohne Bedeutung im Stile eines traditionellen Liedes. | 0:10  |
| 16. | A Lap Dance Is So Much Better When the Stripper Is Crying | | 5:37  |
| 17. | The Ten Coolest Things About New Jersey                   | Der letzte Skit des Albums. Anstatt der zehn besten Dinge über New Jersey hört man nur ein Rauschen, um anzudeuten, dass es gar nichts „Cooles“ in New Jersey gibt. | 0:10  |
| 18. | Along Comes Mary                                          | Along Comes Mary ist eine stark verfremdete Coverversion eines The-Association-Songs von 1966. | 3:25  |
| 47. | Hidden Track                                              | Der Hidden Track des Albums beinhaltet einige Outtakes und Szenen im Studio, unter anderem ist die Entstehung des Liedes Take the Long Way Home zu hören. | 3:27  |

## Singleauskopplungen
| Jahr | Titel                                         | Höchstplatzierung, Gesamtwochen, AuszeichnungChartplatzierungen (Jahr, Titel, , Platzierungen, Wochen, Auszeichnungen, Anmerkungen) | Höchstplatzierung, Gesamtwochen, AuszeichnungChartplatzierungen (Jahr, Titel, , Platzierungen, Wochen, Auszeichnungen, Anmerkungen) | Höchstplatzierung, Gesamtwochen, AuszeichnungChartplatzierungen (Jahr, Titel, , Platzierungen, Wochen, Auszeichnungen, Anmerkungen) | Höchstplatzierung, Gesamtwochen, AuszeichnungChartplatzierungen (Jahr, Titel, , Platzierungen, Wochen, Auszeichnungen, Anmerkungen) | Höchstplatzierung, Gesamtwochen, AuszeichnungChartplatzierungen (Jahr, Titel, , Platzierungen, Wochen, Auszeichnungen, Anmerkungen) | Anmerkungen                                                                       |
| Jahr | Titel                                         | DE | AT | CH | UK | US | Anmerkungen                                                                       |
| ---- | --------------------------------------------- | --- | --- | --- | --- | --- | --------------------------------------------------------------------------------- |
| 1999 | Along Comes Mary                              | DE6 Gold · (19 Wo.)DE | AT5 Gold · (19 Wo.)AT | CH13 (11 Wo.)CH | — | — | Erstveröffentlichung: 24. Mai 1999 Verkäufe: + 275.000; Original: The Association |
| 1999 | The Bad Touch                                 | DE1 Gold · (22 Wo.)DE | AT3 Gold · (24 Wo.)AT | CH4 Gold · (39 Wo.)CH | UK4 Platin · (14 Wo.)UK | US52 (12 Wo.)US | Erstveröffentlichung: 3. September 1999 Verkäufe: + 1.105.000                     |
| 2000 | The Ballad of Chasey Lain                     | DE12 (12 Wo.)DE | AT11 (11 Wo.)AT | CH23 (14 Wo.)CH | UK15 (9 Wo.)UK | — | Erstveröffentlichung: 14. Februar 2000                                            |
| 2000 | Mope                                          | DE34 (8 Wo.)DE | — | CH77 (7 Wo.)CH | — | — | Erstveröffentlichung: 4. Juli 2000 Original: Frankie Goes to Hollywood – Relax    |
| 2000 | The Inevitable Return of the Great White Dope | DE35 (9 Wo.)DE | AT37 (7 Wo.)AT | CH55 (13 Wo.)CH | — | — | Erstveröffentlichung: 12. Dezember 2000                                           |

## Rezeption
| Professionelle Bewertungen | Professionelle Bewertungen |
| -------------------------- | -------------------------- |
| Kritiken                   |                            |
| Quelle                     | Bewertung                  |
| Allmusic                   | [ 7 ]                      |
| laut.de                    | [ 1 ]                      |
| Whiskey Soda               | Note 1                     |
| sputnikmusic.com           | 9/10                       |

Kritiker bewerteten das Album überwiegend positiv. Marc Winkelmann bemängelt auf laut.de, dass die musikalischen Glanzlichter fehlen und die Texte unreif seien. Außerdem bezeichnet er die Platte als „Album das die Welt nicht braucht“. Trotzdem schreibt er, dass die Tracks einfach Spaß machen und vergibt 4 von 5 Punkten. Whiskey Soda vergibt die Schulnote 1. Der Kritiker meint, dass so manch einer auf dem Album sein „postpubertäres alter Ego“ wiedererkennen würde und bescheinigt der Platte einen großen Spaßeffekt. Stephen Thomas Erlewine vergibt auf Allmusic 3.5 von 5 Sternen und meint, dass sich das Album für pubertäre Jungs, auf Partys und im Auto lohnen würde. Des Weiteren schreibt er, dass die Platte einige Eltern schockieren könnte. Auf sputnikmusic.com wird das Album mit 9 von 10 Punkten bewertet. Dort schreibt der Kritiker, dass das Album ihn 5 Jahre lang zum Lachen gebracht habe.

## Kommerzieller Erfolg

### Chartplatzierungen
Hooray for Boobies avancierte zum Nummer-eins-Album in Deutschland und Österreich. Darüber hinaus erreichte es Top-10-Platzierungen in der Schweiz (Rang 2), Finnland (Rang 3) und Neuseeland (Rang 5).
| ChartsChartplatzierungen       | Höchstplatzierung | Wochen |
| ------------------------------ | ----------------- | ------ |
| Deutschland (GfK)              | 1 (56 Wo.)        | 56     |
| Österreich (Ö3)                | 1 (34 Wo.)        | 34     |
| Schweiz (IFPI)                 | 2 (54 Wo.)        | 54     |
| Vereinigte Staaten (Billboard) | 14 (29 Wo.)       | 29     |
| Vereinigtes Königreich (OCC)   | 37 (13 Wo.)       | 13     |

| ChartsJahrescharts (1999) | Platzierung |
| ------------------------- | ----------- |
| Deutschland (GfK)         | 13          |
| Österreich (Ö3)           | 16          |

| ChartsJahrescharts (2000)      | Platzierung |
| ------------------------------ | ----------- |
| Deutschland (GfK)              | 24          |
| Österreich (Ö3)                | 27          |
| Schweiz (IFPI)                 | 72          |
| Vereinigte Staaten (Billboard) | 74          |

### Auszeichnungen für Musikverkäufe
Das Album ist mit über 3,4 Millionen verkauften Tonträgern (davon über eine Million in Deutschland) das meistverkaufte Album der Band. Es verkaufte sich alleine in Deutschland über eine Million Mal, womit es zu den meistverkauften Alben des Landes der 1990er-Jahre zählt.
| Land/Region                  | Auszeichnungen für Musikverkäufe (Land/Region, Auszeichnung, Verkäufe) | Verkäufe    |
| ---------------------------- | ---------------------------------------------------------------------- | ----------- |
| Australien (ARIA)            | Gold                                                                   | 35.000      |
| Deutschland (BVMI)           | 5× Gold                                                                | 1.000.000   |
| Europa (IFPI)                | Platin                                                                 | (1.000.000) |
| Finnland (IFPI)              | Gold                                                                   | 21.153      |
| Kanada (MC)                  | Platin                                                                 | 100.000     |
| Neuseeland (RMNZ)            | Gold                                                                   | 7.500       |
| Österreich (IFPI)            | Platin                                                                 | 50.000      |
| Polen (ZPAV)                 | Gold                                                                   | 50.000      |
| Schweden (IFPI)              | Gold                                                                   | 40.000      |
| Schweiz (IFPI)               | Platin                                                                 | 50.000      |
| Vereinigte Staaten (RIAA)    | Platin                                                                 | 1.000.000   |
| Vereinigtes Königreich (BPI) | Gold                                                                   | 100.000     |
| Insgesamt                    | 7× Gold · 7× Platin ·                                                  | 3.453.653   |